# 카파도키아 왕국
카파도키아 왕국(그리스어: Καππαδοκία)은 소아시아 (오늘날 터키)의 역사적 지명인 카파도키아에 자리잡았던 헬레니즘 시대의 이란계 왕국이다. 옛 아케메네스 시대 카파도키아 태수령에서 발전했으며, 마지막 카파도키아의 사트라프인 아리아라테스 (이후 아리아라테스 1세)에 의해 세워졌다. 카파도키아 역사 동안, 아리아라테스 가문 (기원전 331년–96년), 아리오바르자네스 가문 (기원전 96년-36년), 아르케라우스 (기원전 36년-서기 17년) 등 세 개의 가문이 연이어 다스렸다. 서기 17년에, 티베리우스 황제가 재위하던 때 아르케라우스가 사망하자, 카파도키아 왕국은 카파도키아 속주로 흡수되었다.

## 기원과 역사
아케메네스조 치세에서, 소아시아의 '이란화'가 상당하였으며, 소아시아, 폰토스, 카파도키아에 다수의 이란인들이 있었다. 아리아라테스는 19년간 카파도키아의 사트라프이자 아케메네스 국왕들의 충실한 지지자이었다. 혈연을 통해, 그는 자신의 주군인 아케메네스 왕조 (키루스 및 다리우스의 일곱 귀족)를 비롯해 다른 사트라프들과도 인척 관계였다. 마케도니아의 알렉산드로스 3세가 페르시아 제국 정복의 일환으로서 카파도키아를 침입하자, 그는 임시 총독 두 명을 임명하였다.  소아시아에 있던 이란인들에게, '아마 어느 지역에서의 이란인들한테는 마찬가지로', 아케메네스 왕조의 몰락은 '위기를 의미했다'. 알렉산드로스 승리와 헬레니즘 시대의 후계 왕들의 출현으로, 카리아와 '소아시아 서부 지역 전역'의 이란인들은 마침내 변화하고 있는 상황에 자신들을 맞추기 시작하였다. 따라서 할뤼스강 서쪽의 이란인들의 존재는 서서히 사라지기 시작하였다. 그렇지만 동쪽에서는 상황이 다르게 진행되었다. 카파도키아인들이 '처음부터' 침입해오는 마케도니아인들에게 저항을 보였다. 할리카르나소스 공방전 이후, 카파도키아인들은 알렉산드로스에 맞서 가우가멜라 전투 (기원전 331년)에 참전해었고, 심지어는 가우가멜라 이후에도 이들은 그의 후방에서 들고 일어났다.
카리아 그리고 '추정 상 소아시아 서부 전역'의 이란인들과 달리, 카파도키아 및 폰토스의 할뤼스강 동부의 이란 귀족층은 '마케도니아인들에 대한 저항' 속에 독립을 선포했다. 아리아라테스 1세는 카파도키아에서 권력을 가까스로 차지하여, 새롭게 설립된 카파도키아 왕국의 초대 왕이 되었다. 아리아라테스의 혈통은 카파도키아 왕국에서 초기 10명의 왕들을 배출해냈다. 셀레우코스 제국의 종주권 아래에 있다가, 카파도키아 왕국은 아리아라테스 3세 재위 (기원전 255년-기원전 220년) 때 독립을 얻게 되었다. 아리아라테스 왕조는 카파도키아 왕국을 완전히 굴복시키려는 시도 중에서 폰토스 왕국의 지배자인 미트리다테스 5세에 의해 기원전 1세기 초에 멸망하고 만다. 그렇지만 이 분쟁에 로마 공화정이 관심을 가지면서, 로마인들은 카파도키아인들이 새로운 왕을 택하는 걸 지원하는데 이를 통해 아리오바르자네스 1세라고 하는 또 다른 이란계 귀족이 등장하게 되었다. 로마에서 내전이 끝난 뒤, 로마인들은 카파도키아의 일에 대해 좀 더 직접적으로 간섭하기 시작했고, 기원전 36년에, 마르쿠스 안토니우스는 토착 귀족인 아르케라우스를 카파도키아의 왕위에 앉혔다. 티베리우스는 고령이던 그를 로마로 불러들였고, 아르케라우스는 로마에서 자연사하고 말았다. 카파도키아는 그 후에 로마의 속주로서 완전히 합병되고 말았다. 강력한 이웃 국가들로 둘러싸인 아주 위험한 곳에 자리잡은 왕국의 위치로 인해, 카파도키아의 왕들은 미트리다테스 왕조와 더불어 셀레우코스 왕조 등 이익이 되는 결혼 동맹에 자주 관여하고는 했다.
아우구스투스 시기 때 (재위 기원전 63년-서기 14년) 활동했던 스트라본은 아케메네스조 페르시아 제국이 멸망한 지 거의 300년 만에 소아시아 서부에서 페르시아인들의 흔적들을 기록하게 되었지만 그렇지만 그는 카파도키아를 '페르시아의 살아있는 일부'로 보았다.

## 종교
마케도니아의 정복이 벌어진 뒤, 카파도키아의 페르시아 이주민들은은 다른 지역과 마찬가지로 이란 땅에서 같은 종교를 믿는 이들과 연결이 끊어지고 말았다. 기원전 1세기에 카파도키아 왕국에서 이들을 목격했던 스트라본은 이 '불을 피우는 자들'이 배화신전과 더불어 여러 '페르시아 신들의 성소'를 가지고 있었다고 기록했다 (XV.3.15). 왕국의 영토에는 다양한 이란의 신들 및 이란화된 신에 대한 다수의 성소들과 신전들이 있었다. 이에 대한 중요성 때문에, 이 범주의 수많은 신전과 신들이 스트라본에 의해 기록되었다. 기록에 남은 것 중에는 카스타발라의 아나히타, 아리아람네이아의 마구스 사가리오스, 아렙숨의 아후라 마즈다 등이 있었다. '퓌라티테이아'(Pyraitheia)로 알려진 장소에서, 조로아스터교의 이름으로 된 숭배 의식이 벌어졌다. 퓌라티테이아에 대해서, 그는 "...그 공간 한 가운데에는 제단이 있고, 그 제단 위로는 많은 재가 올려져 있는데 마기들이 그곳에 붙은 불을 항상 지키고 있었다"라고 덧붙였다

## 행정
초창기에, 카파도키아 왕국은 10개의 태수령으로 이뤄졌었다. 이후에, 11개 태수령으로 이뤄지게 되었다. 이 태수령들은 그리스어로 '스트라테기아이'(strategiai)라 불렸고, 근본적으로 중요 귀족이던 '스트라테고스'(strategos)라 불린 이들이 다스렸다. 11개의 태수령은 멜리테네, 카타오니아, 킬리키아, 튀아니티스(Tyanitis), 가르사우리티스(Garsauritis), 라우이안세네(Laouiansene), 사르가라우세네(Sargarausene), 사라우에네(Saraouene), 카마네네, 모리메네, 킬리키아 트라케이아 (Cilicia Tracheia) 등이었다. 11번째이자 마지막 태수령인 킬리키아 트라케이아는 후대에 추가된 것이다.
왕국의 영토에 대한 지배력은 왕실 직할지 및 귀족들이 보호하고 유지하던 요새를 통해 운영되었다. 영토에는 두 가지 종류가 있었는데 앞에 언급한 귀족 거주지를 중심으로 위치한 지역 (이들의 권력은 이란어 백과에서는 덧붙이듯 주로 세속적인 것이었다)과 이른바 사원 지역이었다. 이 이른바 사원 영지에서, 성직자들은 세속적 권력과 더불어 종교적 기능도 갖고 있었다. 성직자들의 이 이중 역할의 결과로, 이들은 왕 다음으로 권력이 높았다.

## 그리스화
자신들보다 훨씬 크고, 서쪽에 있던 이웃들인 셀레우코스와 아탈로스 왕조를 모방하며, 카파도키아의 왕들은 의도적으로 왕국의 여러 측면들을 그리스화 하였다. 아리아라테스 왕조 출신뿐만 아니라 아리오바르자네스 왕조 출신들도 그리스식 교육을 받았고, 고유의 '샤'라는 칭호 대신에 '바실레우스'라는 그리스식 칭호를 취했다. 초기 즉 아리아라테스 가문 출신의 몇 안되는 카파도키아 왕들은 아람어 비문이 들어간 이란식 주화들을 발행했지만, 아리아라테스 3세부터, 그리스식의 주화를 사용하는 식으로 전환했다. 아리암네스 재위 기간, 그리스어 비문과 페르시아 복식을 한 군주를 묘사한 초기 주화가 등장했다. 셀레우코스 왕조처럼, 카파도키아 왕들은 자신들의 이름을 따 새롭게 지어진 도시들의 이름을 붙였다 (아리아람네이아, 아리아라테이, 아르케라이스 등). 게다가, 카파도키아의 세 개 왕조 모두 그리스 '폴리스'들의 찬사를 받았다. 대략 말하자면, 카파도키아 왕국의 그리스화는 기원전 3세기 때 서서히 시작되어, 2세기 때 빠르게 진행됐다. 그럼에도, 왕국이 멸망할 때까지, 모든 지배자들은 이란식 이름을 갖고 있었다.

## 수도
스트라본에 의하면, 수도 마자카는 잘 발전한 곳이었고 인구가 많았다고 한다. 도시는 많은 마을과 농장들로 둘러싸여 있었고, 다시 이를 왕가와 귀족들이 통제하던 요새들이 보호하고 있었다고 한다.

## 카파도키아의 왕
- 아리아라테스 1세 기원전 331년–322년
- 아리아라테스 2세 기원전 301년–280년
- 아리아람네스 기원전 280년–230년
- 아리아라테스 3세 기원전 255년–220년
- 아리아라테스 4세 기원전 220년–163년
- 아리아라테스 5세 기원전 163년–130년
- 아리아라테스 6세 기원전 130년–116년
- 아리아라테스 7세 기원전 116년–101년
- 아리아라테스 8세 기원전 101년–96년
- 아리아라테스 9세 기원전 100년–85년
- 아리오바르자네스 1세 기원전 96년경–63년
- 아리오바르자네스 2세 기원전 63년경–51년
- 아리오바르자네스 3세 기원전 51년–42년
- 아리아라테스 10세 기원전 42–36BC년
- 아르케라우스 기원전 36년–서기 17년

## 같이 보기
- 카파도키아 역법

## 참고 문헌
- Ball, Warwick (2002). 《Rome in the East: The Transformation of an Empire》. Routledge. 436–437쪽. ISBN 978-1134823864.
- Boyce, Mary (2001). 《Zoroastrians: Their Religious Beliefs and Practices》. Psychology Press. ISBN 978-0415239028.
- Cooper, J. Eric; Decker, Michael (2012). 《Life and Society in Byzantine Cappadocia》. Palgrave Macmillan. ISBN 978-0230361065.
- Raditsa, Leo (1983). 〈Iranians in Asia Minor〉.   Yarshater, Ehsan. 《The Cambridge History of Iran, Vol. 3 (1): The Seleucid, Parthian and Sasanian periods》. Cambridge University Press. ISBN 978-1139054942.
- Stausberg, Michael; Vevaina, Yuhan Sohrab-Dinshaw; Tessmann, Anna, 편집. (2015). 《The Wiley-Blackwell Companion to Zoroastrianism》. John Wiley & Sons. 445, 454, 468쪽. ISBN 978-1118785508.
- Weiskopf, Michael (1987). 〈ASIA MINOR〉.   Yarshater, Ehsan. 《Encyclopædia Iranica, Volume II/7:ʿArūż–Aśoka IV》. London and New York: Routledge & Kegan Paul. 757–764쪽. ISBN 978-0-71009-107-9.
- Weiskopf, Michael (1990). 〈CAPPADOCIA〉.   Yarshater, Ehsan. 《Encyclopædia Iranica, Volume IV: Bāyju–Carpets XIV》. London and New York: Routledge & Kegan Paul. 780–786쪽. ISBN 978-0-71009-132-1.
- Van Dam, Raymond (2002). 《Kingdom of Snow: Roman rule and Greek culture in Cappadocia》. University of Pennsylvania Press. ISBN 978-0812236811.